# Kounkoudiang
 (septembre 2013).
Kounkoudiang est un village de la communauté rurale de Kataba dans la région de Ziguinchor (région historique de Casamance) dans le sud du pays.